# Two-up

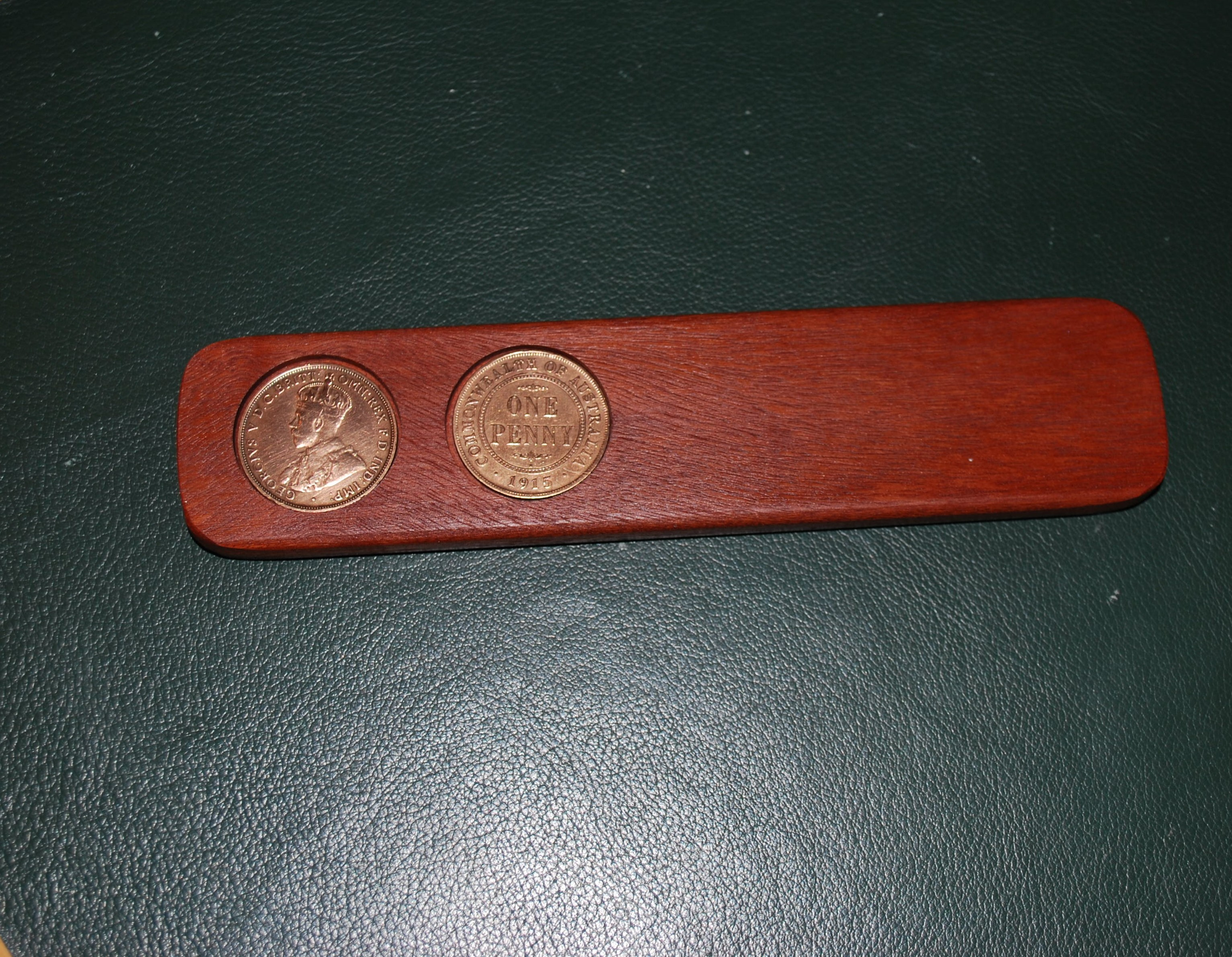
Två ursprungliga australiska mynt från 1915 på en "kip" (träbit) som de kastas från. Betydelsen av året 1915 härrör från Gallipoli-kampanjen som blir ihågkommen årligen på Anzac Day.

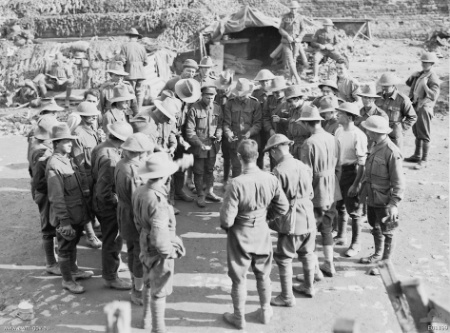
Australiska soldater som spelar two-up under första världskriget vid fronten nära Ypres, 23 december 1917, Australian War Memorial Museum.

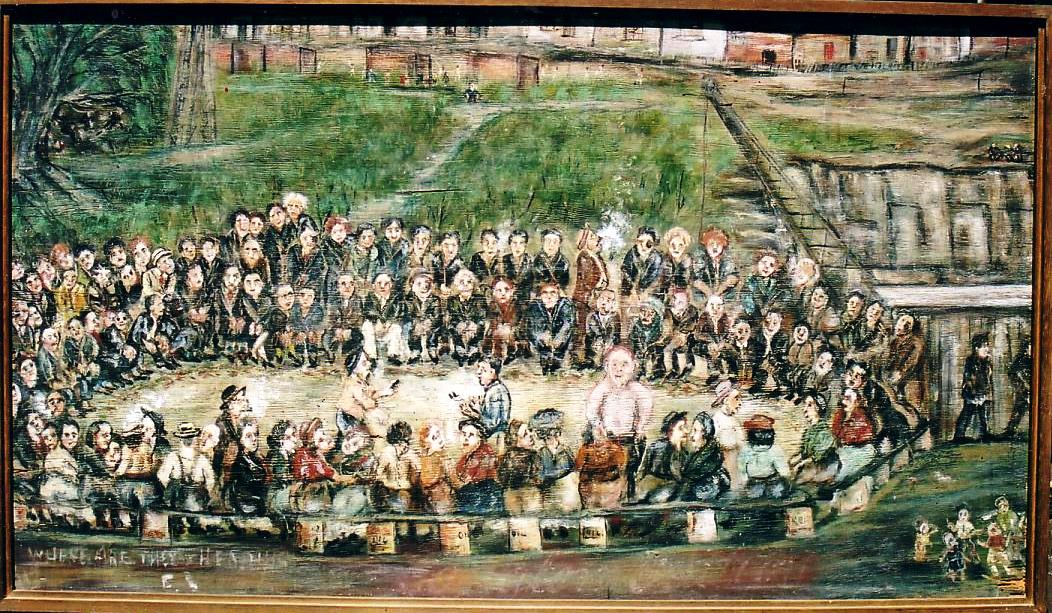
Målning av ett pågående two-up-spel. Paddington, Sydney. Okänd konstnär. 1890-tal.

Two-up är ett traditionellt australiskt hasardspel som involverar en utsedd "spinner" som kastar två mynt i luften. Spelare satsar på om mynten faller med två stycken framsidor uppåt (heads), två stycken baksidor uppåt (tails), eller med en av varje (kallas ”Odds”, "One Them" eller ”Ewan”). Two-up spelas traditionellt på Anzac Day i pubar och klubbar i hela Australien, delvis för att markera en delad upplevelse med Diggers (soldater) genom tiderna.
Spelet spelas traditionellt med äldre australiska pennies eftersom myntens särskilda vikt, storlek och design gör dem idealiska för spelet. Vikten och storleken gör dem stabila på "kipen" (träbiten) och lätta att snurra i luften. De nyare australiska decimalmynten anses i allmänhet vara för små och lätta, och de flyger inte lika bra. Före 1939 var mynten utformade så att regentens huvud fanns på framsidan, och baksidan var helt täckt  av skrift. Det gjorde att det var mycket enkelt att snabbt se resultatet av kasten. Nyare mynt är nu markerade med ett vitt kors på baksidan. De äldre mynten kan ofta observeras vid spel på Anzac Day, eftersom de tas fram specifikt för detta ändamål varje år.

## Historia
Det exakta ursprunget till two-up är osäkert, men det verkar ha utvecklats från ett annat spel, kors och hög, där ett enda mynt kastas upp i luften och satsningar görs på resultatet. Two-up var populärt bland fattigare engelska och irländska medborgare på 1700-talet.
Problemen för förlorarna i detta spel noterades redan 1798 av New South Wales första domare, som tog upp bristen på skicklighet och de stora förlusterna som exempel på de negativa effekterna som spelet hade. Under 1850-talet spelades spelet på guldfälten i de östra kolonierna, och det spred sig över hela landet under efterföljande guldrusher.
Two-up spelades även i stor utsträckning av australiska soldater under första världskriget. Spelet blev en vanlig del av Anzac Day-firandet för återvändande soldater, även om two-up var olagligt vid alla andra tillfällen.
Med tiden växte olagliga grupper, "two-up-skolor", upp runtomkring i Australien. Den legendariska Thommo's Two-up School, som verkade på olika platser i Surry Hills, Sydney, från början av 1900-talet till åtminstone 1979, var en av Australiens första stora olagliga spelverksamheter.  Two-ups popularitet minskade efter 1950-talet eftersom mer sofistikerade former av spel, som baccarat, blev populära i illegala spelhus. Även legaliseringen av spelautomater på klubbar bidrog till en minskande popularitet för spelet.
Two-up blev lagligt i Hobart 1973, och introducerades där som ett bordsspel på det nya kasinot. Numera erbjuds spelet endast på Crown Perth och Crown Melbourne. Two-up har också legaliserats på Anzac Day, då det spelas på klubbar och hotell som är kopplade till pensionerade militärer. Flera two-up-grupper för turister i Outback har också legaliserats. I New South Wales är det sedan 1998 tillåtet att spela two-up på Anzac Day.

## Terminologi
| Term                   | Betydelse |
| ---------------------- | --- |
| Skola                  | Grupp spelare som spelar Two-up. |
| Ring                   | Område på golvet där spinnaren står när denne snurrar mynten. Mynten måste landa och bli liggande i ringen. |
| Spinnare ("Spinner")   | Personen som kastar mynten upp i luften. Möjligheten att vara spinnare erbjuds turvis spelarna i skolan. |
| Boxare ("Boxer")       | Den person som hanterar spelet, vanligtvis tillhandahåller utrustningen, övervakar vadslagningen, tar ut avgift och deltar inte själv i vadslagningen. |
| Ringhållare ("Ringie") | Person som bestämmer om kasten är giltiga och tar hand om mynten mellan kasten (för att undvika att mynten försvinner eller byts ut). Personen placerarar mynten på kipen för spinnaren när satsningsrundan är klar och säger "Come in Spinner" för att låta kastet äga rum. Ibland är denna person även känd som bender, eftersom personen böjer sig ner för att hämta mynten. |
| Kip                    | En liten träbit där mynten placeras innan de kastas. Ibland är myntens viloplats täckt av duk eller läder för att förbättra friktionen. I vissa spel placeras mynten med baksidan uppåt. I kasinospel placeras mynten med motstående sidor (en framsida och en baksida) uppåt.                                                                                                  |
| Kasta kip              | Detta innebär att spinnaren väljer att lämna tillbaka kippen till ringhållaren efter ett eller flera vinstkast för att undvika en potentiell förlust i nästa kast. |
| "Heads"                | Båda mynten landar med framsidan uppåt. Sannolikheten är cirka 25%. |
| "Tails"                | Båda mynten landar med baksidan uppåt. Sannolikheten är cirka 25%. |
| Udda eller "One Them"  | Det ena myntet landar med framsidan uppåt och det andra myntet med baksidan uppåt. Sannolikheten är cirka 50%. |
| "Odding Out"           | Att få fem "udda" i rad. Sannolikheten är cirka 3,125%. |
| "Come in Spinner"      | Det boxaren säger när alla satsningar placerats och mynten är redo att kastas. |
| Spärrad ("Barred")     | Utropet när ett ogiltigt kast inträffat, för att mynten inte kastats högre än huvudet eller inte roterade i luften. |
| Kakadua ("Cockatoo")   | Smeknamnet på en utkik som varnade spelare för inkommande polisräder från tiden när det var olagligt att spela two-up. |

Tabellen nedan visar de aktuella vad som kan göras på Crown Perth.
| Satsningstyp  | Casino Edge | Utbetalning | Beskrivning |
| ------------- | ----------- | ----------- | --- |
| Single Head   | 3,125 %     | 1–1         | Spinnaren snurrar ett par framsidor (heads) innan ett par baksidor (tails) eller "odding out". |
| Single Tail   | 3,125 %     | 1–1         | Spinnaren snurrar ett par baksidor (tails) före ett par framsidor (heads) eller "odding out". |
| 5 Odds        | 9,375 %     | 28–1        | Spinnaren snurrar fem udda i rad ("odding out") före antingen ett par framsidor (heads) eller ett par baksidor (tails). |
| Spinner's Bet | 3,400 %     | 15–2        | Endast tillgänglig för den aktuella spinnaren. Spinnaren försöker snurra antingen tre par heads eller tre par tails och vinner om de gör det innan antingen a) får motsatt resultat eller b) får fem udda i rad ("odding out"). |